# Mingrelien und Oberswanetien
Mingrelien und Oberswanetien (georgisch სამეგრელო და ზემო სვანეთი, Samegrelo da Semo Swaneti; vollständig სამეგრელოს და ზემო სვანეთის მხარე, Samegrelos da Semo Swanetis mchare) ist eine Verwaltungsregion im Nordwesten Georgiens. Sie grenzt im Norden an Russland und im Nordwesten an die politisch umstrittene georgische Region Abchasien. Sie umfasst den größten Teil der historischen Region Mingrelien und den nördlichen Teil der historischen Region Swanetien. Die Hauptstadt ist Sugdidi. Die Region wird vom Fluss Chobiszqali und dessen Zuflüssen durchflossen.
Die Region ist in acht Munizipalitäten (munizipaliteti) unterteilt, die nach ihren Verwaltungssitzen Abascha, Chobi, Martwili, Mestia, Senaki, Sugdidi, Tschchoruzqu und Zalendschicha benannt sind. Die Hauptstadt Sugdidi und die zweitgrößte Stadt Poti gehören keiner Munizipalität an, sondern sind auf der gleichen Ebene der Region direkt unterstellt. Die Verwaltungsregion hat 308.400 Einwohner (Stand: 2021). 2014 betrug die Einwohnerzahl 330.761.